# Apariencias
Apariencias è  un film argentino del 2000 diretto da Alberto Lecchi.

## Trama
Carmelo, timido trentenne, è innamorato della collega Verónica. Quando la società di marketing per cui lavorano invia Verónica all'estero per tre mesi, Carmelo perde la possibilità di dichiararsi.
Al rientro della ragazza dalla trasferta, Carmelo viene convinto dall'amico Beto a recarsi in aeroporto per rivelarle i suoi sentimenti, ma resta scioccato quando lei si presenta in compagnia di un nuovo e arrogante fidanzato di nome Federico. Uscito dall'aeroporto, resta coinvolto in un corteo di omosessuali, dove viene visto da Verónica che lo crede erroneamente gay.
Carmelo, approfittando della situazione, decide di non svelarle l'equivoco in modo da poter lavorare a stretto contatto con lei in un progetto.

## Produzione
La sceneggiatura del film venne scritta da Gustavo Belatti e Mario Segade, su un'idea di Adrián Suar, che interpretò il protagonista Carmelo. La produzione fu curata da Pol-ka Producciones.
Fu uno dei tre film del regista Alberto Lecchi ad uscire nel giro di un anno.
Rappresentò inoltre il ritorno sul grande schermo dell'attrice Andrea del Boca dopo una breve assenza.

## Accoglienza
Sulle pagine de La Nación, Diego Batlle criticò negativamente il film, scrivendo: "Il fatto di incorporare nella trama elementi riconoscibili come la posta elettronica o i moderni locali notturni non è sufficiente per comporre una storia che si rifà a quelle commedie dei telefoni bianchi del vecchio cinema argentino e che fa appello alle stesse battute sull'omosessualità che si possono sentire in qualsiasi bar da decenni". Pur apprezzando le performance degli attori del cast secondario (in particolare Pérez, Posca, Cortese e Siro), definì la pellicola "semplice e accettabile. Un film elementare, ma che non inganna".
Su Página/12, Horacio Bernades apprezzò il film, sostenendo: "è anche possibile che sia una delle commedie più accettabili che il cinema argentino – in cui il genere non è facile – abbia prodotto da un po' di tempo a questa parte".